# مدرسه عالی مدیریت گری اندرسون

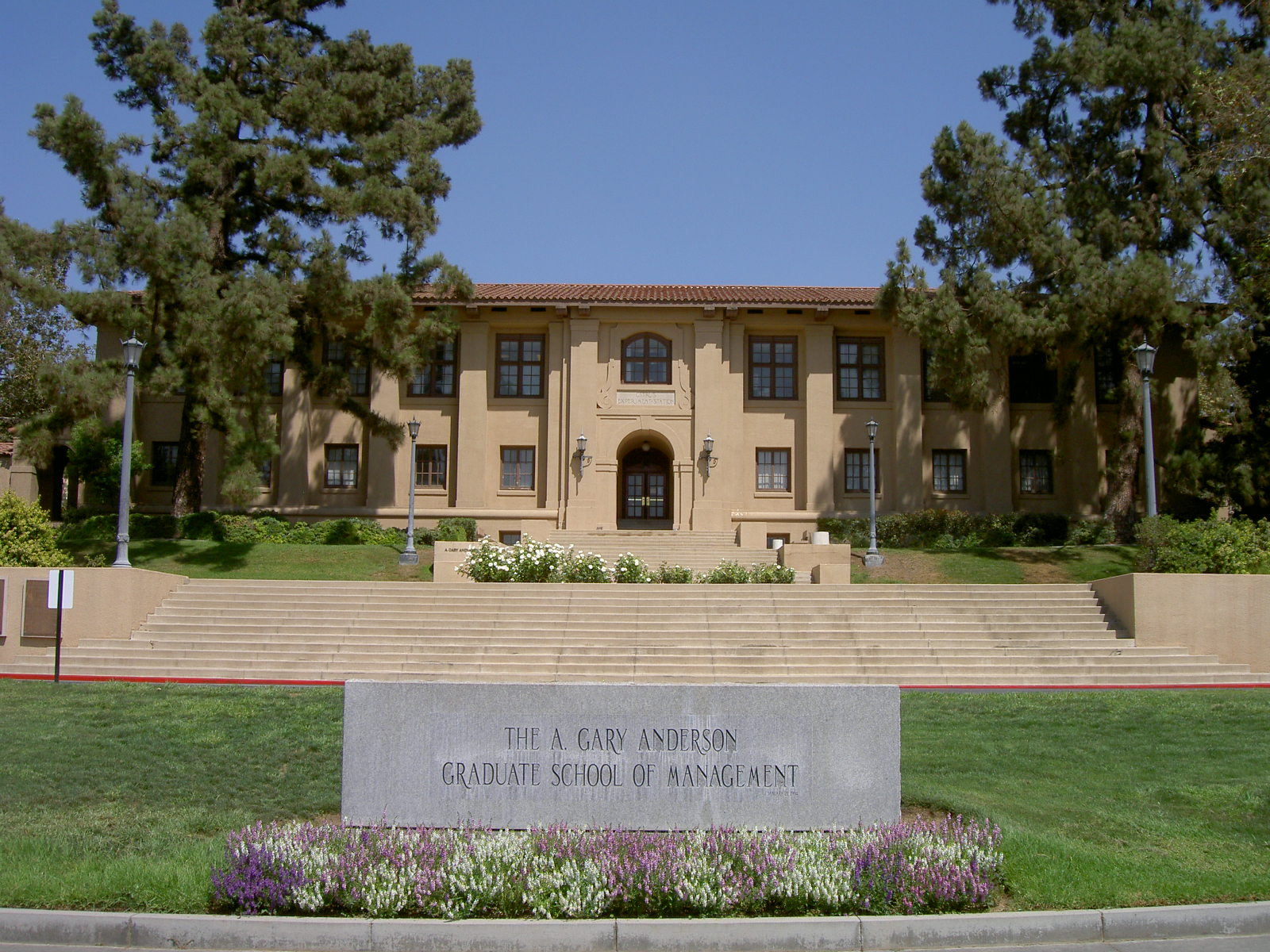
ساختار اصلی ایستگاه آزمایش مرکبات UC در سال ۱۹۱۷ که در حال حاضر محل مدرسه مدیریت A. Gary Anderson در مدرسهٔ کسب و کار UCR می‌باشد.

مدرسه عالی مدیریت گری اندرسون (به انگلیسی: A. Gary Anderson Graduate School of Management) (معمولاً با عنوان AGSM شناخته می‌شود) بخشی از مدرسه کسب‌و‌کار UCR است که در دانشگاه کالیفرنیا، ریورساید واقع شده‌است. رشته‌های فعلی شامل برنامه‌های MBA، دکتری، کارشناسی ارشد امور مالی و کارشناسی ارشد حسابداری حرفه ای (MPAc) است.